# Cladiella subtilis
Cladiella subtilis är en korallart som beskrevs av Tixier-Durivault 1970. Cladiella subtilis ingår i släktet Cladiella och familjen läderkoraller. Inga underarter finns listade i Catalogue of Life.